# Nils Granfelt
Nils Granfelt, född 17 februari 1887 i Stockholm, död 21 juli 1959 i Nacka, var en svensk gymnast.
Han blev olympisk guldmedaljör 1912. Han var även lärare i värja på Virginia Military Institute.